# Вице-канцлер
Вице-канцлер (от лат. vice и канцлер) — главный помощник (заместитель) канцлера (секретаря), должность и лицо, занимающее такую должность.

## Россия
В России, царского и имперского периодов, при канцлере императорских и царских орденов находился не вице-канцлер, а вице-президент, который в отсутствие канцлера императорских и царских орденов заступал на его место и председательствовал в присутствии капитула орденов.
В Гельсингфорсском университете для замещения канцлера, в его отсутствие, назначался, Всероссийским императором, вице-канцлер.

## Германия и Австрия
В Германии и Австрии вице-канцлер является заместителем главы правительства — соответственно Федерального канцлера Германии и Федерального канцлера Австрии.

## Франция
Подчинённые канцлеру Франции (notaires) при Капетингах также избирались из лиц придворного духовенства; один из них, предназначавшийся в преемники канцлера, обыкновенно носил название вице-канцлера.

## Герцогство Ланкастерское
В Герцогстве Ланкастерском при кайзере во главе суда стоял вице-канцлер, профессиональный юрист. 